# Carlo Ellena
Carlo Ellena (ur. 28 marca 1938 w Valperga) – włoski duchowny rzymskokatolicki posługujący w Brazylii, w latach 2004-2014 biskup Zé-Doca.

## Życiorys
Święcenia kapłańskie przyjął 29 czerwca 1962 i został inkardynowany do archidiecezji turyńskiej. Pełnił funkcje m.in. wicerektora niższego seminarium w Giaveno oraz wyższego seminarium w Rivoli. W 1974 wyjechał jako misjonarz fidei donum do Brazylii i rozpoczął pracę w diecezji Zé-Doca. Był m.in. kierownikiem wydziału kurialnego ds. duszpasterskich oraz duszpasterzem w katedrze. W 1993 powrócił do Włoch i został proboszczem parafii św. Joachima w Turynie. W latach 1997–2004 pracował w brazylijskiej diecezji Ponta de Pedras jako rektor miejscowego seminarium. Był także sekretarzem wykonawczym Konferencji Episkopatu Brazylii dla regionu Nordeste 5.
18 lutego 2004 został prekonizowany biskupem Zé-Doca. Sakrę biskupią otrzymał 12 czerwca 2004. 23 lipca 2014 przeszedł na emeryturę.